# Fred Willard
Frederick Charles Willard, mais conhecido como Fred Willard (Shaker Heights, 18 de setembro de 1933 – Los Angeles, 15 de maio de 2020), foi um ator, comediante, dublador e roteirista norte-americano. Ganhador do Emmy de melhor ator convidado em série dramática em 2013, por sua participação na premiada soap opera The Bold and the Beautiful.
O ator também foi indicado em 2010 e 2020 por sua participação especial como Frank Dunphy na sitcom "Modern Family".

## Prisão
Em 2012, o ator foi preso por "exibicionismo indecente", quando se masturbava dentro de um cinema (o Teatro Tiki).

## Morte
Morreu no dia 15 de maio de 2020 aos 86 anos.